# Hattie Winston
Hattie Mae Winston (* 3. März 1945 in Lexington, Mississippi) ist eine US-amerikanische Sängerin und Schauspielerin.

## Leben
Winston wurde in Lexington, Mississippi, geboren und wuchs in Greenville auf. Sie begann ihre Karriere am Broadway in dem Stück The Tap Dance Kid und wurde Mitglied der Negro Ensemble Company. Seit 1978 ist sie mit dem Komponisten Harold Wheeler verheiratet und beide haben eine adoptierte Tochter namens Samantha.
Bekannt wurde Winston in Deutschland vor allem durch ihre Darstellung der Krankenschwester Margaret Wyborn in der Sitcom Becker an der Seite von Ted Danson. Von 1998 bis 2004 spielte sie in 129 Episoden die mütterlich-resolute Sprechstundenhilfe Margaret, welche dem niedergelassenen Arzt John Becker beruflich und privat unter die Arme greift. 
Darüber hinaus spielte Winston in der Serie Scrubs – Die Anfänger die Mutter des Chirurgen Chris Turk.
In den Vereinigten Staaten erlangte sie vor allem durch ihre Rollen in den Serien The Electric Company (1973–1977, 520 Episoden) und Homefront (1991–1993, 42 Folgen) große Bekanntheit.

## Filmografie
- 1973–1977: The Electric Company (Fernsehserie, 520 Folgen)
- 1974: Ann in Blue (Fernsehfilm)
- 1976: The Edge of Night (Fernsehserie)
- 1978: Der Fluch des Hauses Dain (Miniserie)
- 1979: Hollow Image (Fernsehfilm)
- 1980: Nurse (Fernsehfilm)
- 1981: Ein jeglicher wird seinen Lohn empfangen… (Les Uns et les Autres, Miniserie)
- 1981–1982: Nurse (Fernsehserie, 25 Folgen)
- 1983: An einem Morgen im Mai (Without a Trace)
- 1986: Good to Go
- 1987: Ryan’s Hope (Fernsehserie)
- 1987: The Hope Division (Fernsehfilm)
- 1988: Claras Geheimnis (Clara’s Heart)
- 1989: Runaway (Fernsehfilm)
- 1990: Die Stärke der Macht (A Show of Force)
- 1990: Sesame Street Home Video Visits the Hospital (Kurzvideo)
- 1991–1993: Homefront (Fernsehserie, 42 Folgen)
- 1994: Den Killer im Nacken (One Woman's Courage, Fernsehfilm)
- 1994: Beverly Hills Cop III
- 1996: Sunset Park
- 1996: Cherokee Kid – Der Racheengel (The Cherokee Kid, Fernsehfilm)
- 1997: Jackie Brown
- 1998: Port Charles (Fernsehserie)
- 1998: Deedles – Die Surfer mit dem Brett vorm Kopf (Meet the Deedles)
- 1998: Wachgeküßt (Living Out Loud)
- 1998: Rugrats – Der Film (The Rugrats Movie, Stimme)
- 1998–2004: Becker (Fernsehserie, 129 Folgen)
- 1999: Ein wahres Verbrechen (True Crime)
- 1999: Unbowed
- 1999: After All (Fernsehfilm)
- 2001: A Rugrats Kwanzaa Special (Fernsehfilm, Stimme)
- 2003: Die Schlachten von Shaker Heights (The Battle of Shaker Heights)
- 2004: Deathdealer – A Documentary (Kurzdokumentation)
- 2004–2008: All Grown Up – Fast erwachsen (All Grown Up!, Fernsehserie, 13 Folgen)

### Gastauftritte
- 1980: 3-2-1 Contact (zwei Folgen)
- 1989: CBS Summer Playhouse (eine Folge)
- 1994: Arielle, die Meerjungfrau (eine Folge, Stimme)
- 1995: Eine starke Familie (Step by Step, eine Folge)
- 1996: Nick Freno: Licensed Teacher (eine Folge)
- 1997: Duckman: Private Dick/Family Man (eine Folge, Stimme)
- 1997: Malcolm & Eddie (eine Folge)
- 1997: Arsenio (eine Folge)
- 1997: The Parent ’Hood (eine Folge)
- 1998: Smart Guy (eine Folge)
- 1999: Cosby (eine Folge)
- 1999–2001: Rugrats (fünf Folgen, Stimme)
- 2001: Die Prouds (The Proud Family, eine Folge, Stimme)
- 2002, 2004: Scrubs – Die Anfänger (Scrubs, zwei Folgen)
- 2004: Emergency Room – Die Notaufnahme (ER, eine Folge)
- 2005: Girlfriends (eine Folge)
- 2008: Numbers – Die Logik des Verbrechens (Numb3rs, eine Folge)
- 2008: The Game (eine Folge)
- 2009: Cold Case – Kein Opfer ist je vergessen (Cold Case, eine Folge)
- 2009: Castle (eine Folge)
- 2011: Reed Between the Lines (eine Folge)
- 2012: Mike & Molly (eine Folge)
- 2012–2014: The Soul Man (sieben Folgen)